# 千葉県立関宿城博物館
千葉県立関宿城博物館（ちばけんりつせきやどじょうはくぶつかん、英:Chiba Prefectural Sekiyado-jo Museum）は、千葉県野田市の関宿城址付近にあり、関宿城、旧関宿町、河川に関する県立の総合博物館。関東の富士見百景に選定されている。

## 概要
城郭については「関宿城」を参照

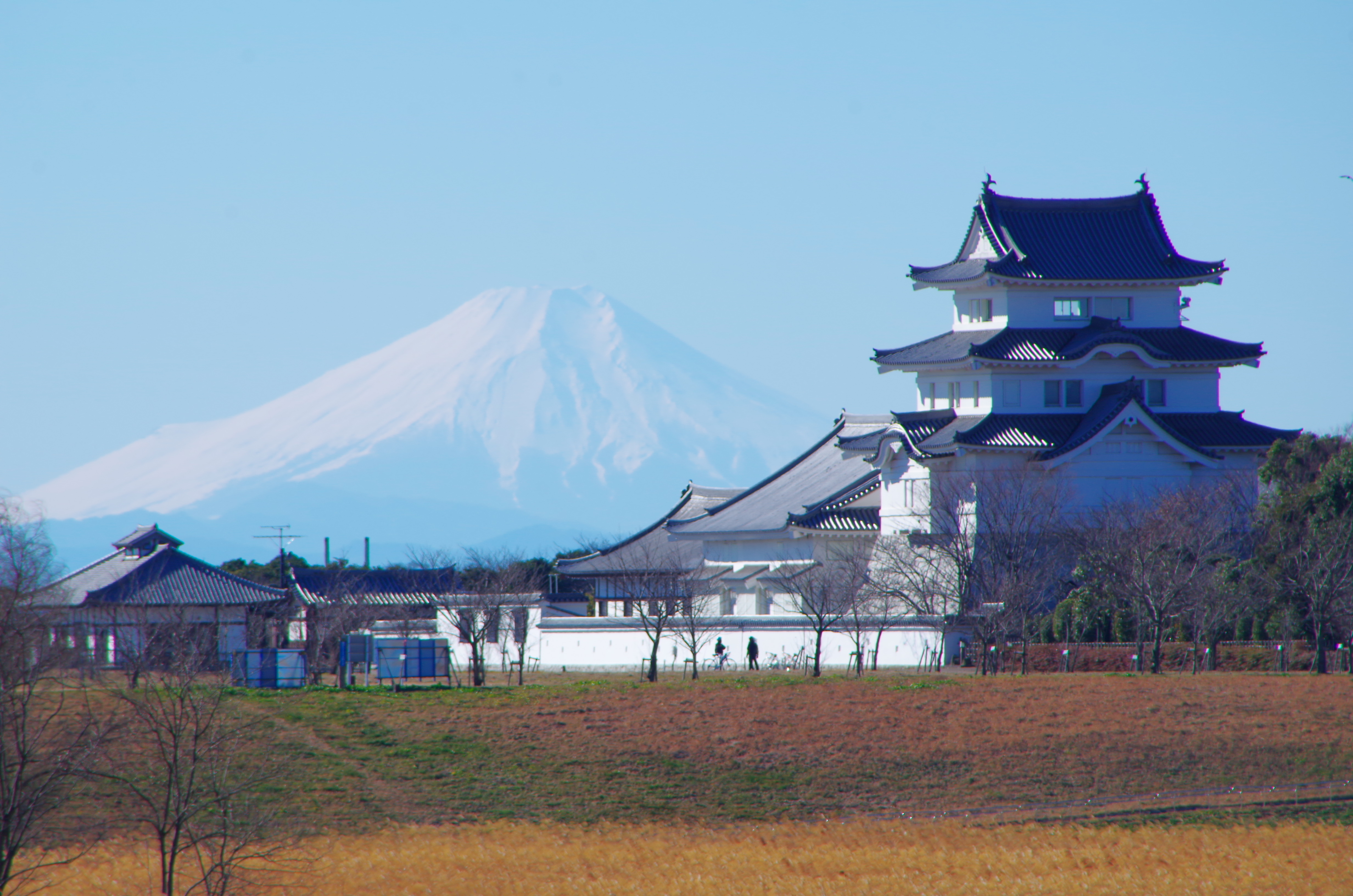
利根川堤防から博物館および富士山を望む（関東の富士見百景）

千葉県の最北端で利根川と江戸川の分流点のスーパー堤防上にあり、関宿城、旧関宿町、河川の歴史、産業、文化、自然等に関する資料の収集・保管・調査研究を行う博物館として、1995年（平成7年）11月11日に開館した。建物のうち、天守閣部分は現存する古記録に基づいて可能な限り忠実に外観を再現しようとしたものである。現存する資料が少ないため、再現の正確性には疑問が残り、藩政時代の天守の位置とも異なるため、一般的には模擬天守とみなされている。
博物館のある野田市関宿は、近世から近代にかけて利根川水運の中継地として栄え、高瀬舟や通運丸が往来し賑わい、徳川家康の異父弟・松平康元を藩祖とする関宿藩には幕府の要職にある譜代大名が配置された。そこで、博物館は「河川とそれにかかわる産業」をテーマに河川改修や水運の歴史を紹介しながら、流域の人々と川との関わりについての資料を展示し、関宿城や関宿藩の歴史についても併せて展示・紹介している。なお、展示には多くの模型や映像資料を用い、ゲームコーナーもある。

## 施設

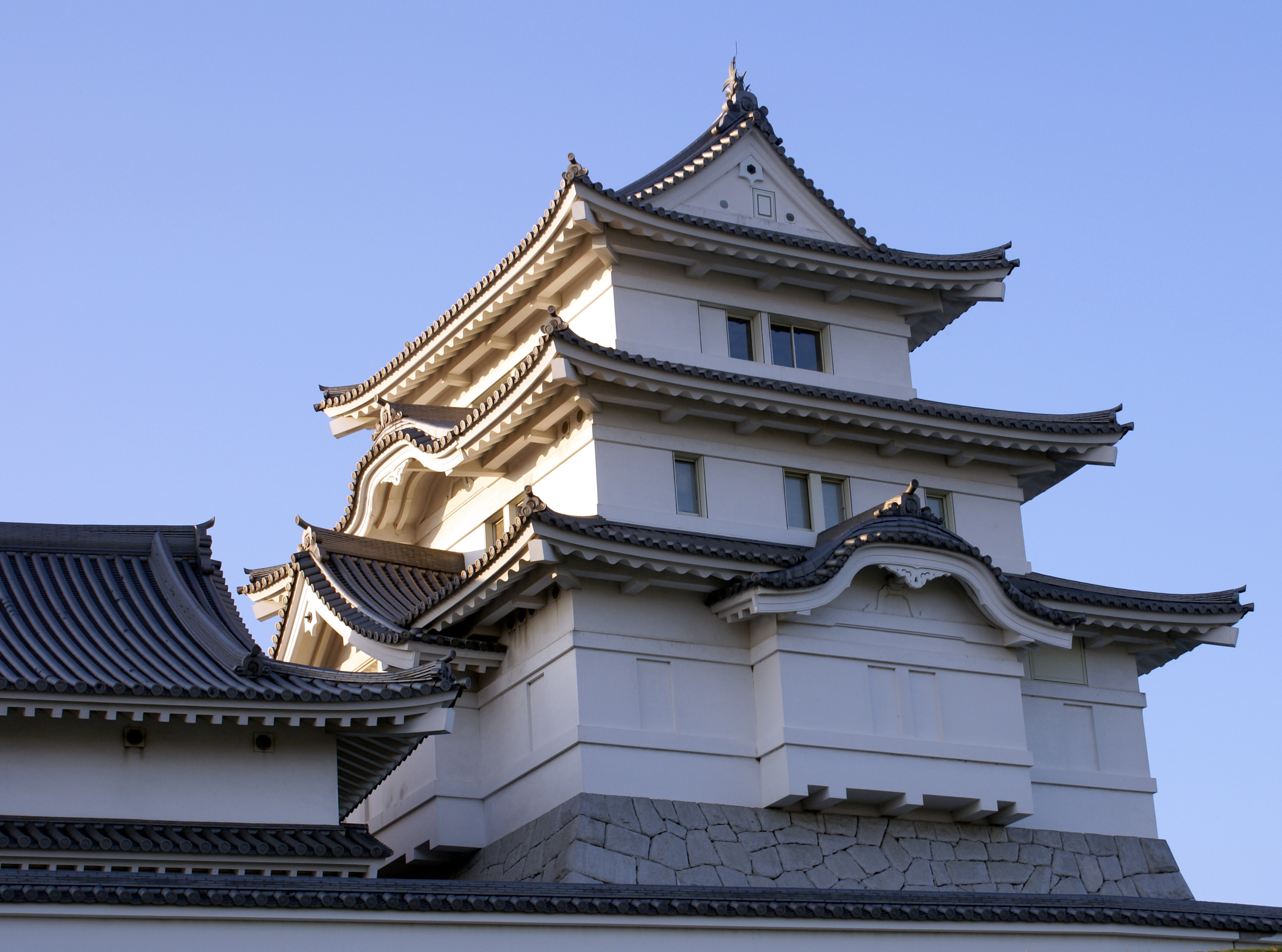
関宿城模擬櫓（最上階は展望室）

エントランスホールにはカッパの博物館マスコット「カッピー」がある。近世末の関宿城下模型や博物館の展示内容がわかるジオラマを設置しており、企画展示に応じて入場者が参加できるイベントを実施している。天守閣部分はスーパー堤防上に聳える3層4階建てであり、関東平野のほぼ中央に位置し、最上階の展望室からは利根川・江戸川の流れをはじめ、筑波山・日光連山・富士山など関東平野を取り巻く山並みを遠望することができる。
- 1階　展示室
- 2階　企画展示室
- 3階　多目的室
- 4階　展望室

建築詳細
- 敷地面積：11,135m2
- 延床面積：2,172m2
- 所在地：〒270-0201 千葉県野田市関宿三軒家143-4　地図（MapFan Web）

## 展示
1階の展示室が常設展示（企画展示時は3階の多目的室も使用する）、2階の企画展示室が企画展示となっている。展示は以下のような構成になっている。
- 第一展示室 房総の河川 近現代の利根川・江戸川
  - 水塚をはじめ、明治時代以降に行われた利根川流域での河川改修工事や利根運河の開削などの概要を様々な資料や模型で紹介。
- 第二展示室 房総の河川 近世の利根川・江戸川
  - 江戸時代初頭に行われた利根川流域における大がかりな利根川東遷事業（河川改修）や、手賀沼・印旛沼の干拓などの様子を絵図や模型で紹介。
- 第三展示室 河川交通と伝統産業
  - 利根川水運の主役として活躍した高瀬舟の大型模型を展示室の中央に配し、両脇に河岸問屋と醤油蔵を再現。近世から近現代にかけての利根川水運の推移や、河岸の発展とともに育まれた様々な文化や民俗について紹介。
- 企画展示室 関宿藩や関宿に関する展示
  - 関宿藩や関宿に関しての展示。ただし、企画展の開催中は、多目的室で展示を行う。
- 多目的室
  - 昔のくらし展やパネル展を行っている。また、企画展期間中は常設展示の「関宿藩の歴史」の展示を行う。

## 日本庭園
博物館のすぐ隣（正面入口より北側）にある日本庭園。正式名称は千葉県立関宿城博物館日本庭園。
園内には四阿、枯山水があり、中央に広場がある。西側には関宿にこにこ水辺公園が整備されている。

## 開館時間・入場料
開館時間
午前9時 - 午後4時30分（ただし入館は午後4時まで）
定休日
- 月曜日（月曜日が祝日または振替休日にあたる場合は開館し、翌日休館）
- 年末年始（12月26日 - 1月4日）
- その他、臨時に休館することがある。

入館料
- 一般　200円（団体 160円）
- 高大生　100円（団体 80円）
- 中学生以下・65歳以上　無料

## 交通

### 公共交通機関
- 東武鉄道野田線川間駅または伊勢崎線東武動物公園駅より、朝日バス境車庫行きで約30分、 「新町」下車、徒歩約10分。
- 野田市コミュニティバス まめバス関宿城ルートは当館前まで乗り入れ。

### 自動車
- 首都圏中央連絡自動車道（圏央道） 境古河インターチェンジより約13分、五霞インターチェンジより約15分。
- 新4号国道 幸手市菱沼交差点より約10分。
- 国道16号 中里陸橋より約25分。

## 周辺
- 鈴木貫太郎記念館
- 関根金次郎墓碑
- 境大橋
- 茨城県猿島郡境町・五霞町
  - 境町歴史民俗資料館
  - 中ノ島公園